# Donald B. Dingwell
Donald Bruce Dingwell OC ONL (* 29. Juni 1958 in Corner Brook, Neufundland, Kanada) ist ein kanadisch-deutscher Geologe. Er war 2002–2024 Direktor des Departments für Geo- und Umweltwissenschaften und 2000–2024 Lehrstuhlinhaber für Mineralogie und Petrologie an der Ludwig-Maximilians-Universität München. Von 2011 bis 2013 war er Generalsekretär des Europäischen Forschungsrates (ERC).

## Leben
Dingwell erhielt 1980 unter der Leitung von Hugh Miller und Dave Strong seinen B.Sc. (Hons.) in Geologie und Geophysik an der Memorial University of Newfoundland. Seinen PhD. in Geologie erhielt er von der University of Alberta im Jahr 1984 unter der Aufsicht von Chris Scarfe. Im Jahr 1992 erlangte er seinen Dr. rer. nat. habil. in Geochemie von der Universität Bayreuth. Zusätzlich wurde ihm der Ehrendoktor (D.Sc.) der University of Alberta, der Nationale Autonome Universität von Mexiko, der Simon Fraser University, der Universität Bari, und vom University College London verliehen.
Dingwell begann seine Forscherkarriere an der Carnegie Institution of Washington (jetzt Carnegie Institution for Science), wo er von 1984 bis 1986 Carnegie Fellow am Geophysical Laboratory war. Seine erste Festanstellung (Tenure-Track) hatte er an der University of Toronto als Assistant Professor inne. 1987 wechselte er an das neu gegründete Bayerische Institut für Experimentelle Geochemie und Geophysik (Bayerisches Geo-Institut) an der Universität Bayreuth, wo er als Assistent des Gründungsdirektors Friedrich Seifert tätig war. Seit 2000 hat Dingwell eine Professur für Mineralogie und Petrologie an der Fakultät für Geowissenschaften der Ludwig-Maximilians-Universität (LMU) inne. Seit Gründung des Departments für Geo- und Umweltwissenschaften im Jahre 2002 ist er dessen Direktor. Ebenso hatte er Gastprofessuren am California Institute of Technology (Caltech), der Stanford University und am Institut de physique du globe de Paris (Paris Sorbonne Cité) inne.
Von September 2011 bis Dezember 2013 war er der dritte und auch letzte Generalsekretär des Europäischen Forschungsrates (ERC), für den er eine globale Partizipationskampagne in die Wege leitete. Außerdem hatte er das Amt des Präsidenten der European Geosciences Union (EGU) und der International Association of Volcanology and Chemistry of the Earth´s Interior (IAVCEI) inne. Sein Forschungsschwerpunkt in den Geo- und Umweltwissenschaften liegt in der experimentellen Vulkanologie, mit Bezug zur geophysikalischen und geochemischen, sowie petrologischen Wissenschaft. Er erforscht Vulkanausbrüche und deren Rolle im Erdsystem. Er hat mehrere hundert Publikationen verfasst und wird häufig zitiert. Außerdem ist er der Gründer des ersten Massive Open Online Kurses (MOOC) im Vulkanismus mit dem Titel Volcanic Eruptions: a material science, der seit seiner Gründung im Jahr 2013 über 20.000 Teilnehmer hatte.
Dingwell ist Mitglied von 9 Akademien, in Deutschland (Leopoldina und acatech), Kanada (Royal Society of Canada), Europa (Academia Europaea), Mexiko (Academia Mexicana de Ciencias), China (Chinese Academy of Sciences), Schottland (Royal Society of Edinburgh), und im Vereinigten Königreich (Royal Society). Er ist zudem Fellow der World Academy of Sciences (TWAS), der Geologischen Gesellschaft Kanadas (GAC), der Mineralogischen Gesellschaft Amerikas (MSA), der American Geophysical Union (AGU), der Amerikanischen Gesellschaft zur Förderung der Wissenschaften (AAAS), des Gutenberg-Forschungskollegs der Universität Mainz und des Center of Advanced Studies der Ludwig-Maximilians-Universität München sowie Ehrenmitglied der Società Italiana di Mineralogia e Petrologia (SIMP).

## Ehrungen und Auszeichnungen
- 2024 Mitglied der Royal Society of Edinburgh
- 2023 Gustav-Steinmann-Medaille der DGGV
- 2022 Willet G. Miller Medal der Royal Society of Canada
- 2021 Ernennung zum Order of Newfoundland and Labrador[14]
- 2020 Harry H. Hess Medal der American Geophysical Union
- 2020 Arthur Holmes Medal der European Geosciences Union
- 2019 Ernennung zum Officer des Order of Canada[15]
- 2019 Abraham-Gottlob-Werner-Medaille der Deutschen Mineralogischen Gesellschaft[16]
- 2019 Advanced Researcher Grant des European Research Council[17]
- 2019 Volcanology and Igneous Petrology Career Achievement Award der Geological Association of Canada
- 2016 Arthur L. Day Medal der Geological Society of America[18]
- 2015 Martin A. Peacock Medal der Mineralogical Association of Canada[19]
- 2014 Otto-Schott-Forschungspreis der Ernst Abbé Stiftung[20]
- 2013 Norman L. Bowen Award der American Geophysical Union[21]
- 2013 Verdienstorden der Bundesrepublik Deutschland am Bande[22]
- 2009 Advanced Researcher Grant des European Research Council[23]
- 2008 Robert-Wilhelm-Bunsen-Medaille der Europäischen Geowissenschaftlichen Union[24]
- 1996 MSA-Preis der Mineralogischen Gesellschaft Amerikas[25]
- 1993 Gerhard-Hess Förderpreis der Deutschen Forschungsgemeinschaft
- 1991 Viktor-Moritz-Goldschmidt-Preis der Deutschen Mineralogischen Gesellschaft